# Calbayog

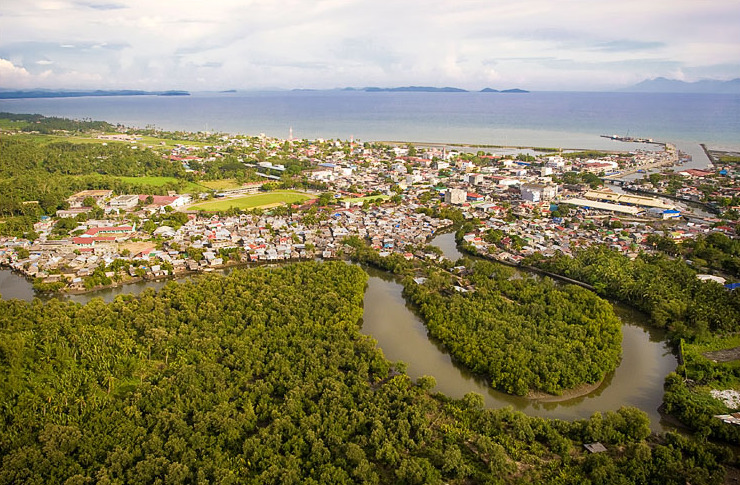
Vue aérienne de Calbayog

Calbayog est une municipalité du nord-ouest de la province de Samar, aux Philippines. La ville se situe sur 60 km de la côte occidentale de l'île Samar. D'après  le recensement de la population de 2007, la ville a une population de 163 657 d'habitants pour une superficie de 881 km2. Cabayog est la plus importante ville de la province.

## Barangays
Calbayog est subdivisé en trois districts (Calbayog, Oquendo et Tinambacan) et 157 barangays.
| - Jose A. Roño - Acedillo - Alibaba - Amampacang (Tinambacan District) - Anislag - Ba-ay (Tinambacan District) - Bagacay - Baja - Balud (Pob.) - Bante (Tinambacan District) - Bantian (Tinambacan District) - Basud - Bayo - Begaho - Binaliw (Tinambacan District) - Bugtong (Tinambacan District) - Buenavista - Cabacungan - Cabatuan - Cabicahan - Cabugawan - Cacaransan - Cag-olango (Tinambacan District) - Cag-anahaw - Cagbanayacao - Cagbayang - Cagbilwang - Cagboborac - Caglanipao Sur (Tinambacan District) - Cagmanipes Norte (Tinambacan District) - Cag-anibong - Cagnipa (Tinambacan District) - Cagsalaosao - Cahumpan - Calocnayan - Cangomaod (Tinambacan District) - Canhumadac - Capacuhan - Capoocan - Carayman - Catabunan (Tinambacan District) - Caybago - Central (Pob.) - Cogon - Dagum - Dawo - De Victoria - Dinabongan - Dinagan - Dinawacan - Esperanza - Gadgaran - Gasdo | - Helino - Geraga-an - Guin-on - Guimbaoyan Norte - Guimbaoyan Sur - Hamorawon - Hibabngan - Hibatang - Higasaan - Himalandrog - Jimautan - Hugon Rosales - Jacinto - Aguit-itan (Pob.) - Kili-kili - La Paz - Langoyon - Lapaan - Libertad - Limarayon - Looc - Longsob - Lonoy - Mabini I (Calbayog District) - Mabini II (Oquendo District) - Macatingog - Mag-ubay - Manguino-o (Tinambacan District) - Malaga (Tinambacan District) - Malajog (Tinambacan District) - Malayog (Tinambacan District) - Malopalo (Tinambacan District) - Marcatubig (Tinambacan District) - Mancol - Mantaong (Oquendo District) - Matobato - Mawacat - Maybog - Maysalong - Migara - Nabang - Naga - Naguma - Navarro - Nijaga - Oboob - Obrero - Olera - Oquendo (Pob.) - Osmeña - Palanas - Palanogan | - Panlayahan - Panonongon - Panoypoy - Patong - Peña (Tinambacan District) - Pilar - Pinamorotan - Quezon - Rawis - Rizal I (Calbayog District) - Rizal II (Oquendo District) - Roxas I (Calbayog District) - Roxas II (Oquendo District) - Saljag (Baut)(Tinambacan District) - Salvacion - San Antonio - San Isidro - San Joaquin (Tinambacan District) - San Jose - San Policarpo (Ipao) - San Rufino - Saputan - Sigo - Sinantan - Sinidman Occidental - Sinidman Oriental - Tabawan - Talahiban - Tapa-e - Tarabucan - Tigbe - Tinaplacan (Tinambacan District) - Tomaliguez - Trinidad (Sabang) - Victory - Villahermosa - Awang East (Pob.) - Awang West (Pob) - Bagong Lipunan - Bontay - Kalilihan - Carmen - Danao I (Tinambacan District) - Danao II (Tinambacan District) - Gabay - Pagbalican - Payahan - Tanval - Tinambacan Norte (Tinambacan District) - Tinambacan Sur (Tinambacan District) - Cagmanipes Sur (Tinambacan District) - Manuel Barral, Sr. |